# アニソン・ハンター
『アニソン・ハンター』は、2014年10月から2015年9月までBSフジで放送していたアニメソングをテーマとした音楽バラエティ番組。隔週で新作を放送した。全24回。

## 内容
番組MCである声優の浅沼晋太郎と芹澤優、そしてアニメソング歌手の坂本英三が、アニソン界のゲストを迎えトークなどをするアニソン系の音楽バラエティ番組。
Bパートでは、坂本英三がプロデュースするユニット「AMG坂本歌劇団」のデビューをかけた選抜オーディションやデビュー後のレッスン、活動などをドキュメンタリーとして放送した。
番組終了後の2015年12月31日に、特別番組を放送（詳細は下記の『#特別番組』を参照）。

## 出演者
- 浅沼晋太郎
- 芹澤優（i☆Ris）
- 坂本英三
- AMG坂本歌劇団（以下は選抜メンバー）
  - 山本梨乃
  - 天塚ゆうひ
  - 神谷亮
  - 鈴木綾音
  - 小田果林
  - 林広太朗
  - 本居真優
  - 森下春菜
  - 山下雄輝
  - 藤原未樹
  - 手島一将
  - 中村慈

## ゲスト
- 第2回 - Yun*chi
- 第3回 - wacci
- 第4回 - 豊永利行
- 第5回 - きただにひろし
- 第6回 - 木村珠莉、佳村はるか、千菅春香
- 第7回 - BACK-ON
- 第8回 - ZAQ
- 第9回 - sweet ARMS(野水伊織、味里)
- 第10回 - 渕上舞
- 第12回 - 羽多野渉
- 第13回 - 鈴木このみ
- 第14話 - SCREEN mode
- 第15回 - TRUE
- 第16回 - にゅるズ（山口立花子）
- 第17回 - 佐咲紗花
- 第18回 - i☆Ris (山北早紀、澁谷梓希)
- 第19回 - SUPER☆GiRLS (前島亜美)
- 第20回 - elfin'
- 第21回 - 東京女子流（山邊未夢、小西彩乃）
- 第22回 - 田所あずさ
- 第23回 - yozuca*
- 第24回 - Prizmmy☆
- 第25回 - AMG坂本歌劇団、佐咲紗花、田所あずさ、Yun*chi、ZAQ、春奈るな、きただにひろし、i☆Ris

## 特別番組
- アニソン・ハンター SPECIAL LIVE!!（2015年12月7日 24:30 - 25:25）
  - 出演：Yun*chi、i☆Ris、AMG坂本歌劇団、きただにひろし、佐咲紗花、ＺＡＱ、田所あずさ、春奈るな／浅沼晋太郎、芹澤優、坂本英三
  - 2015年10月11日 品川インターシティホール『アニソン・ハンター SPECIAL LIVE!!』をダイジェスト放送。
- アニソン・ハンター 年またぎ生放送SP（2015年12月31日 23:00 - 24:30（2016年1月1日00:30））
  - 司会：i☆Ris（芹澤のみ冒頭からスタジオ出演、その他メンバーは冒頭のみフジテレビ本社前から生中継出演）
  - ゲスト：きただにひろし、春奈るな、鈴木このみ
  - コメントゲスト：浅沼晋太郎
  - 生中継：フジテレビ本社前（冒頭）、日本武道館「GRANRODEO COUNTDOWN SPECIAL LIVE 2015～2016」（年越し前後部分をCSフジテレビNEXTとの同時放送）

## イベント
- 2015年10月11日 品川インターシティホール『アニソン・ハンター SPECIAL LIVE!!』
  - MC 浅沼晋太郎、芹澤優、坂本英三
  - 昼の部　i☆Ris、AMG坂本歌劇団、佐咲紗花、ZAQ、春奈るな、Yun*chi
  - 夜の部　i☆Ris、AMG坂本歌劇団、きただにひろし、佐咲紗花、ZAQ、田所あずさ

## スタッフ
- ナレーター：長谷川裕貴
- カメラ：佐竹力也
- 音声：田口豊
- スタイリスト：ヨシダミホ、藤本大輔
- ヘアメイク：瓜本美鈴、山田くによ
- 美術：フジアール
- 美術製作：本田邦弘
- 協力：アミューズメントメディア総合学院、AMG MUSIC
- 編集：よしだ裕二
- MA：松岡洋一
- 音効：井上尚昭
- 広報：大澤久美子
- 宣伝協力：柴田理紗、秋元紗矢佳
- デザイン：姫野恭央
- オープニングタイトル：ニック・スミス
- AD：南里恭介
- ディレクター：斎藤誉弥
- 演出：制野慎太郎
- アシスタントプロデューサー：西島一石
- CO.プロデューサー：後藤政則
- プロデューサー：大西裕治、金子栄一郎
- チーフプロデューサー：岡田康弘
- 企画・プロデュース：伊藤幸弘（BSフジ）、穀田正仁（エイベックス）
- 制作協力：エイベックス・ミュージック・クリエイティヴ、オリジン・エンタテイメント
- 制作著作：BSフジ、エイベックス